# Stazione di Campoleone
La stazione di Campoleone è una delle tre stazioni di Aprilia, nella frazione di Campoleone. Funge da scalo ferroviario anche per la vicina Ardea, alla quale è collegata tramite bus urbani.
La stazione si trova sulla linea Roma-Napoli via Formia con la diramazione della linea per Nettuno; pur non trovandosi nei pressi di un grosso centro abitato, ha una discreta importanza a livello locale per la presenza del bivio che conduce ad Anzio e Nettuno e come nodo di interscambio per il traffico viaggiatori. 

## Storia
La stazione venne inaugurata il 31 ottobre 1920 insieme alla tratta della direttissima che da Roma giungeva in questa stazione e venne realizzata all'intersezione con la preesistente linea ferroviaria Albano-Nettuno; sia la tratta proveniente da Albano sia quella proveniente da Nettuno vennero fatte entrare in stazione dal lato sud, generando di fatto lo sdoppiamento della linea, con i convogli che collegavano Roma a Nettuno instradati attraverso la direttissima. In tal modo la tratta da Albano a Campoleone venne relegata a semplice collegamento locale, non generando alcun traffico significativo, considerando pure che l'unica stazione della tratta, Cecchina, era collegata direttamente a Roma dalla ferrovia Roma-Velletri; pertanto il 31 ottobre 1927 il tratto Albano-Cecchina venne soppresso, mentre nel 1935 venne sospesa la tratta Cecchina-Campoleone e il 25 settembre 1938 la tratta fra Campoleone e Albano Laziale venne chiusa definitivamente al traffico. Rimase in uso solo un tratto di circa 2 km che fungeva da raccordo merci, all'impianto di carico pietrisco su carri collegato tramite funivia ad una vicina cava.
Durante la seconda guerra mondiale, essendo stata pesantemente danneggiata, la linea venne sospesa il 10 settembre 1943 quando il servizio era ormai molto ridotto. Dopo che erano stati rapidamente riparati i danni causati dalla guerra, la linea riprese a funzionare dal settembre 1944, ma causa interruzione ancora esistente nei pressi della stazione di Pomezia, nella tratta fra Roma e Campoleone della direttissima Roma-Napoli, venne temporaneamente riattivata la tratta Cecchina-Campoleone per consentire l'instradamento dei convogli da Roma a Nettuno e da Roma a Formia. Il 1 ottobre 1946, essendo stati riparati i danni sulla direttissima fra Roma e Campoleone, i convogli tornarono a utilizzare il normale itinerario e la tratta Cecchina-Campoleone venne definitivamente chiusa al traffico.
In questa stazione, l'8 novembre 1967, durante il suo viaggio inaugurale la E.444.001 toccò i 207 km/h (per i parametri dell'epoca, alta velocità) in testa al TV33069 diretto a Napoli Mergellina. A bordo del treno si trovavano il Presidente del Consiglio Aldo Moro e il ministro dei trasporti e futuro Presidente della Repubblica Oscar Luigi Scalfaro.

## Strutture e impianti
La stazione ha otto binari passanti di cui sette destinati per il servizio passeggeri, serviti da quattro banchine collegate tramite sottopassaggio. I binari di corretto tracciato sono il 2 ed il 4 verso Napoli ed il 6 verso Nettuno, ma vengono normalmente utilizzati anche i binari 1, 3 e 5, mentre il binario 7 non prevede la sosta di treni in orario. Sono inoltre presenti diversi tronchini nell'ex scalo merci, lato Napoli ed infine è ancora presente un breve tratto in uscita dalla stazione del binario che conduceva a Cecchina ed Albano Laziale, che viene utilizzato come asta di manovra per i mezzi di servizio.

## Movimento
Nella stazione di Campoleone fermano i treni regionali delle linee FL 7 e FL 8, più i diretti per Napoli ed un interregionale per Caserta e Benevento

## Servizi
La stazione dispone di:
- Biglietteria automatica
- Sala d'attesa
- Posto di Polizia ferroviaria

## Interscambi
Dal lato opposto del fascio binari rispetto al fabbricato della stazione è stato recentemente costruito un grosso parcheggio di interscambio che è facilmente raggiungibile in quanto collegato con il sottopassaggio della stazione stessa.